# Iamiaceae
Iamiaceae es una familia de bacterias grampositivas del orden Acidimicrobiales. Fue descrita en el año 2009. Son bacterias aerobias e inmóviles. Catalasa y oxidasa positivas. Todas se han aislado de aguas, tanto saladas como dulces. 

## Taxonomía
Actualmente contiene 4 géneros descritos:
- Actinomarinicola
  - Actinomarinicola tropica
- Aquihabitans
  - Aquihabitans daechungensis
- Iamia
  - Iamia majanohamensis
- Rhabdothermincola
  - Rhabdothermincola salaria
  - Rhabdothermincola sediminis